# Humberto Vásquez
Humberto Vázquez-Machicado (Santa Cruz de la Sierra, Bolivia; 27 de abril de 1904 - La Paz, Bolivia; 17 de diciembre de 1957) fue un destacado historiador, abogado y docente universitario boliviano. Realizó sus estudios secundarios en el Colegio Nacional Florida de Santa Cruz y escribió varios libros de importancia en el país, como el Manual de historia de Bolivia (en conjunto con los historiadores paceños José de Mesa Figueroa y Teresa Gisbert Carbonell), o sus Obras completas, publicada en siete tomos algunas décadas después de su muerte.

## Biografía
Humberto Vázquez-Machicado nació el 27 de abril de 1904 en la ciudad de Santa Cruz de la Sierra. Hizo sus estudios primarios y secundarios en el Colegio Nacional Florida de su ciudad natal. Se graduó como abogado de la Universidad Gabriel René Moreno en 1926.
A sus 28 años, combatió en la Guerra del Chaco (1932-1935).  Vázquez fue uno de los ideólogos y actores políticos para la nacionalización de la empresa petrolera  estadounidense Standard Oil Company, que luego se convertiría en Yacimientos Petrolíferos Fiscales Bolivianos (YPFB). 
Durante su vida profesional, Vázquez ocupó varios cargos diplomáticos en Europa. Estudió también en los archivos de Indias y contribuyó a demostrar los derechos bolivianos en cuestiones de límites, en particular con el Paraguay.
Se desempeñó como docente de la Universidad Mayor de San Andrés (UMSA) en La Paz, y también fue director de la biblioteca central de la UMSA.  Vázquez fue miembro de la Academia de la Lengua y de la Sociedad Geográfica de la ciudad de La Paz.
Humberto Vázquez falleció en la ciudad de La Paz, el 17 de diciembre de 1957, a los 53 años de edad.

## Obras
Entre sus obras literarias podemos destacar las siguientes:
- Tres ensayos históricos (1936)
- Blasfemias históricas: el Mariscal Sucre, el Doctor Olañeta y la fundación de Bolivia (1939)
- Facetas del Intelecto Boliviano (1958)
- Manual de Historia de Bolivia (1958) junto a los historiadores José de Mesa y Teresa Gisbert
- La diplomacia boliviana en la Corte de Isabel II de España (1991)
- La diplomacia de Bolivia ante la Santa Sede (1991)